# Schedocentrus basinotatus
Schedocentrus basinotatus är en insektsart som beskrevs av Max Beier 1960. Schedocentrus basinotatus ingår i släktet Schedocentrus och familjen vårtbitare. Inga underarter finns listade i Catalogue of Life.